# 本圀寺 (上海)
本圀寺是上海市的一個已經被廢除日本寺院，和東本願寺、西本願寺並列為上海三大日本寺院。
本圀寺位於虹口区乍浦路439號，是日蓮宗寺院。上海的本圀寺創建於1899年，最初是妙覺寺別院。1904年搬遷至熙華德路（現長治路），更名為本圀寺。1922年遷回乍浦路。現寺院入口的日式門樓仍有保存。